# Mirza Huskic
Mickey Mirza Huskic aka Mickey RoXtone, född 21 januari 1981 i Zenica, Bosnien och Hercegovina, är en låtskrivare, musikproducent och artist. Huskic kom som 11-åring till Sverige från Bosnien-Hercegovina och familjen bosatte sig i Skåne. Huskic studerade på det musikestetiska programmet på gymnasiet och utbildade sig därefter till lärare. Huskic driver sitt eget skivbolag RoXtone Music och var frontman i gruppen The Unforgiven Sin. Han jobbade på Roasting House som låtskrivare och producent. Han har tidigare samarbetat med artister som Grand P, Denial Ahmetovic (ZMBT), Don Almir Ajanovic, Monika Hoffman som kom 2.a i den Ungerska Idol-tävlingen, Anderz Wrethof, Dajana Lööf aka Kameleonten. Huskic har även skrivit Bosnien Hercegovinas bidrag "Pa Šta" (So What) till Turkvisyon 2015 som framfördes av den bosniska artisten Adis Škaljo (vinnaren av den bosniska talangtävlingen ZMBT 2015). 2018 inledde han ett samarbete med Don V och producerade låtarna Mar1ah, Malmö till London och Wina den.

## Melodifestivalen
Mirza Huskic medverkade i den svenska Melodifestivalen 2008 med det egenkomponerade bidraget Izdajice (sv: Svikare) inför ett fullsatt Cloetta Center i Linköping. Den engelska titeln på låten är Never Fall in Love. Tidigare har han skickat in åtta år i rad och över 50 låtar till tävlingen utan att komma med. Under bidraget spelade skönhetsdrottningen och vinnaren av Miss World Sweden 2007 Annie Oliv cello. I deltävlingen kom Huskic på sjunde plats före Escobar.